# West Virginia Superstar
West Virginia Superstar é o quarto álbum de estúdio do cantor estadounidense Turley Richards, lançado em 1976.

## Faixas
(Todas as músicas por Turley Richards)

### Lado A
1. "I Will" - 3:22
2. "Happy" - 3:09"
3. "New Ray Of Sunshine" - 3:05
4. "Love Is On The Line" - 3:55
5. "Going Home" - 3:49

### Lado B
1. "West Virginia Superstar" - 4:32
2. "From Dust To Blood" - 3:29
3. "Play Me" - 3:49
4. "Reflections Of Me And You" - 3:32
5. "What Does It Mean In The End" - 3:21

## Créditos[2]
- Backing Vocals (faixas 3, 5) – Charnissa Butts, Ginger Holladay, Janie Fricke, Lea Jane Berinati, Turley Richards
- Engenheiro de som – Gene Eichelberger
- Músicos – Chuck Smith, Dan Haerle, David Briggs, Donald Sanders, Jack Lane, Jesse Boyce, Johnny Christopher, Kenny Malone, Norbert Putnam, Reggie Young, Shane Keister, Teddy Irwin, Tim Krekel
- Produtor – Ron Bledsoe, Troy Seals
- Strings – David Briggs (faixas 6, 8), Sanchez Harley (faixas 1, 5)
- Gravado no Quadrafonic Sound Studio, Nashville, Tennessee.